# Лепід (динозавр)
Лепід (лат. Lepidus praecisio) — рід вимерлих тероподів з верхнього тріасу США. Він жив у крейдяних формаціях Отіс-Челк групи Докум у Техасі приблизно 223 мільйони років тому. Вперше був описаний у 2015 році Несбітом і Ескуррою, які дійшли висновку, що він потребує створення нового таксону, який вони назвали Lepidus praecisio. Назва типового виду означає «захопливий», а видовий епітет — «фрагмент» або «брухт».

## Викопний матеріал

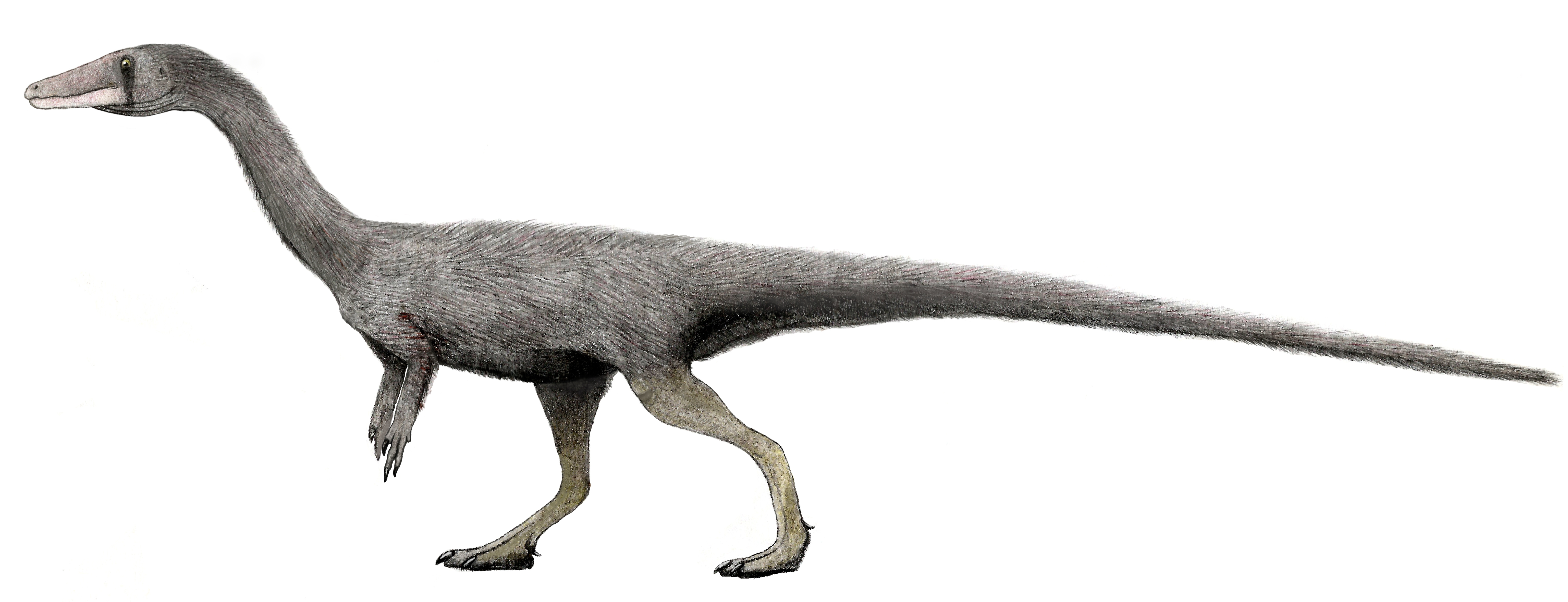
Реставрація гіпотетичного вигляду

Лепід був одним з вісімнадцяти таксонів динозаврів з 2015 року, які були описані у журналах у відкритому доступі.
Голотипний матеріал включає великогомілкову, малогомілкову та надп'яткову кістки, інший прив'язаний до таксона матеріал включає стегно та верхню щелепу. Матеріал добре зберігся і має ознаки м'язових шрамів. Надп'яткова і п'яткова кістки чітко зрощені в одну, без видимого шва. Гомілкова кістка за загальною морфологією нагадує гомілку неотероподів. Форма великогомілкової кістки нагадує таку ж у кампозавра, целофіза, тави, еодромеуса та ерреразавра.

## Список видів
| Lepidus      | Nesbitt i Ezcurra, 2015 |
| L. praecisio | Nesbitt i Ezcurra, 2015 |